# Amalomastax
Amalomastax is een geslacht van rechtvleugeligen uit de familie Euschmidtiidae. De wetenschappelijke naam van dit geslacht is voor het eerst geldig gepubliceerd in 1945 door Rehn & Rehn.

## Soorten
Het geslacht Amalomastax omvat de volgende soorten:
- Amalomastax ambodirafiae Descamps, 1971
- Amalomastax furcata Descamps, 1971
- Amalomastax lambertoni Rehn & Rehn, 1945
- Amalomastax maculata Descamps, 1971
- Amalomastax moralesi Descamps, 1971
- Amalomastax nigromarginata Descamps & Wintrebert, 1965
- Amalomastax subaptera Descamps, 1971